# Harrys Kopf
Harrys Kopf ist ein Theaterstück von Tankred Dorst, das am 17. Oktober 1997 unter der Regie von Wilfried Minks im Großen Haus des Schauspielhauses Düsseldorf mit Fritz Schediwy in der Titelrolle uraufgeführt wurde.

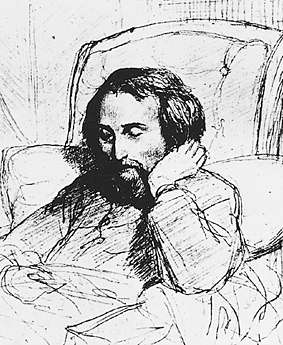
Der kranke Heinrich Heine (Bleistiftzeichnung von Gleyre um 1851)

Harry Heine, 1797 in Düsseldorf geboren, konvertiert im Juni 1825 als Heinrich Heine von der jüdischen zur christlichen Religion. 1831 geht er ins Pariser Exil. Ab 1848 liegt Heine dort schwerkrank in der Matratzengruft. Tankred Dorst erinnert mit Szenen aus jenen Pariser Jahren an das Leben und Sterben des bedeutenden deutschen Dichters.

## Inhalt
In der ersten Szene, dem „Prolog“, kommen anonyme Herrschaften zu Wort, die – aus Deutschland anreisend – vom Mai 1848 bis zum Frühjahr 1851 zu dem „hochverehrten Dichter Heinrich Heine“ an sein Pariser Krankenlager vorgedrungen waren beziehungsweise ihn im Garten des Palais Royal angetroffen hatten. In den Gesprächen, über die berichtet wird, war es nicht nur um deutsche Literatur gegangen, sondern zum Beispiel auch um Heines Geldspekulationen im Auftrag Rothschilds. Allerdings wird jene Chronologie, die der Zuschauer nach den anfangs ausgesprochenen Jahreszahlen 1848 und 1851 erwartet, durch ein paar Rückblenden unterbrochen. In der vierten Szene – „Du wirst mich nicht los“ – geht es zurück ins Jahr 1841: Heine heiratet seine Mathilde, wie er sie nannte. Und in der fünften Szene – „Hier finde ich Sie“ – tritt Ludwig Börne auf den Plan. Das müsste vor 1837 gewesen sein. Nicht nur der Zeitenlauf wird aufgebrochen. Da trägt in der neunten Szene – „Eine Religion“ – Christus sein schweres Kreuz über die Bühne und Heine springt – wie gesundet – von seiner Matratzengruft nach einer seiner unverhohlen artikulierten Blasphemien auf. Heine meint, er überlasse alles dem lieben Gott – bis auf die Finanzen. Oder in der zwölften Szene – „Alte Geschichte“ – wird beim Rabbi von Bacharach das Passah-Fest gefeiert. In der zehnten Szene – „Köpfe“ – dieses Skurrilitätenkabinetts kommen vier Köpfe Heines, in Blumentöpfe verpflanzt, mit Gedichten des Poeten zu Wort. Aber das Stück heißt nicht „Harrys vier Köpfe“. Der sinnsuchende Zuschauer könnte sich an das Geleitwort am Kopf des Stücks klammern, in dem Heinrich Heine von einem anderen Körperteil – seinem Herzen – sagt, dass es im Leben nicht heil geblieben, sondern zerrissen worden wäre. Mehr noch, durch das Herz des Dichter ginge „der große Weltriß“.
Immer einmal im Stück – in den Szenen „Monsieur ist nicht zu Hause“, „Hier finde ich Sie“, „Die armen Reichen“, „Im Käfig“, „Köpfe“ und „Je flâne“ – wird die Familie Heine von Mr. Cokker behelligt. Dem Journalisten, der vornehmlich für englische Damen schreibt, ist Goethe ein Unbekannter. Cokkers Betrachtungen zum gültigen Vornamen – Heinrich oder Harrühhh – kann Heine nicht mehr hören. Dem Engländer offenbart der lyrische Dichter eine Neuigkeit. Der Finanzier Heinrich Heine spekuliere neuerdings mit Nordbank-Aktien des Barons Rothschild. Ein Engländer verliert zwar nie die Fassung, doch er spricht als Vernunftmensch über sein Verständigungsproblem mit dem deutschen Dichter Monsieur Heine beiseite. Mr. Cokkers Beharrlichkeit wird belohnt. Manche Äußerung des Dichters darf er sich notieren; zum Beispiel die über den Zwang zum exzessiven Genuss des Lebens, wenn man nun einmal sterblich ist.
Heines Literaturcafé hat wegen Revolution geschlossen. Aber „Reb Heine“, der „Monarchist“ Balzac und Börne werden vom alten Kellner Nasenstern bedient. Es geht zwischen den Literaten hin und her. Heine blickt zurück. Mit dem Wort habe er etliche Altäre kaputtgeschlagen. Der Poet beziffert seine unsterblichen Gedichte auf zwanzig. Börne schimpft Heine den Hofnarren Rothschilds. Balzac gebietet dem ehemaligen Theaterkritiker Dr. Börne Schweigen, wenn Dichter reden. Nicht nur der Engländer Mr. Cokker und der Kellner Nasenstern sorgen für Zuschauer-Belustigung. Im Café erscheint als weiterer Spaßvogel der gut verdienende Hippodrombesitzer Seraphim. Der Pferdefreund erklärt den drei Literaten die Literatur und gibt bekannt, sobald er genug verdient habe, verfalle er sofort in Nichtstun; werde Schriftsteller. Es treten nicht nur männliche Spaßvögel auf. Als vierter oder aber vierte schlägt Heinrich Heines Frau Mathilde den Dr. Börne mit einem ihrer Schuhe in die Flucht. Mathilde-Späße werden jedoch nur bis zur vorletzten Szene namens „Je flâne“ durchgehalten. In der letzten Szene „Thanatos“, als es mit Titelfigur zu Ende geht, verdrängt Heinrich Heines letzte Liebe Mouche die Gattin Mathilde vom Platz am Sterbelager.
Fast keiner aus den Pariser Jahren bleibt unerwähnt. Heines junger Freund Dr. Marx wird besprochen. Heine scherzt mit dem Kellner Nasenstern, Gott habe den Todesengel Malach Hammoves getötet. Nun könne der Mensch also am Leben bleiben. Außer den eingangs genannten anonymen Literaturliebhabern dringt zu guter Letzt eine Abordnung deutscher Arbeiter und Handwerker zu dem Schwerkranken vor. Die Botschaft: Deutsche Revolutionäre bräuchten Heine dringend. Zu spät. Heine kann nicht mehr auf deren Versammlung drüben in Deutschland erscheinen. Und dem Dichter graut, wie er eingestehen muss, vor dem Machtantritt des „täppischen Souveräns“ Volk.

## Lyrik
Tankred Dorst hat Heines Lyrik teilweise wörtlich-vollständig übernommen:
- von „Ade, Paris, du teure Stadt“[6] (ursprünglich als Einstieg zu „Deutschland. Ein Wintermärchen“), alles bis auf die siebente und die zehnte Strophe[7].
- aus dem Romanzero (1851)
  - „Der Asra“[8]
  - „Weltlauf“[9]
  - die ersten beiden Strophen aus der „Frommen Warnung“[10]
  - Thanatos: die ersten vier Verse aus „An die Engel“ mit einem leichten semantischen Eingriff des Bearbeiters – der Abwandlung des „fahl“ zu „dunkel“.[11]
- „Am Teetisch“ bis auf die dritte und vierte Strophe[12].
- „Die Rose, die Lilie, die Taube, die Sonne“ aus dem „Buch der Lieder“. Aus der Lilie wurde eine Lilje und aus „aller Liebe Bronne“ nun „aller Liebe Wonne“.[13]
- „Ein neues Lied, ein besseres Lied“ aus Deutschland. Ein Wintermärchen.[14]

## Rezeption
- Tankred Dorst hat das Stück im Auftrag der Stadt Düsseldorf anlässlich des 200. Geburtstages von Heinrich Heine verfasst.[15] Bereits 1969 habe der Autor mit der Arbeit an dem Text begonnen.[16]
- Andres Müry kündigt am 13. Oktober 1997 im Focus die Premiere an.[17]
- Pitt Herrmann: Düsseldorf_ Harrys Kopf. In: Sonntagsnachrichten. Herne, zur „heftig umjubelte[n] Uraufführungs-Premiere“ 1997:[18]
- Andreas Hillger: Gesang für Harrys Kopf. Sieben Türen zum Jubilar: Tankred Dorst entwirft vielschichtige Herausforderung für die Bühne. In: Mitteldeutsche Zeitung. 4. Dezember 1997.[19]

## Hörspiel
- 1998, SDR. Regie: Hans Gerd Krogmann. Mit Christian Berkel als Heine, Angelika Thomas als Mathilde, Felix von Manteuffel als Mr. Cokker, Dagmar Sitte als Mouche, Michael Evers als Nasenstern, Karl Friedrich als Seraphim, Heinrich Giskes als Balzac, Rainer Bock als Börne und Elert Bode als Rothschild.[20]

### Textausgaben
- Tankred Dorst, Mitarbeit Ursula Ehler: Harrys Kopf. 1. Auflage. Suhrkamp, Frankfurt am Main 1997, ISBN 3-518-40904-2 (137 S.).

Verwendete Ausgabe
- Harrys Kopf. In: Tankred Dorst: Werkausgabe. Band 7: Die Freude am Leben und andere Stücke. Mitarbeit Ursula Ehler. Nachwort: Wend Kässens. 1. Auflage. Suhrkamp Verlag, Frankfurt am Main 2002, ISBN 3-518-41331-7, S. 131–203.

### Sekundärliteratur
- Heinz Ludwig Arnold (Hrsg.): text + kritik. Heft 145: Tankred Dorst. Richard Boorberg Verlag, München im Januar 2000, ISBN 3-88377-626-2.
- Gero von Wilpert: Lexikon der Weltliteratur. Deutsche Autoren A–Z. 4., völlig neubearb. Auflage. Kröner, Stuttgart 2004, ISBN 3-520-83704-8, S. 126, linke Spalte.